# Солонешенский сельсовет
Солонешенский сельсовет — сельское поселение в Солонешенском районе Алтайского края Российской Федерации.
Административный центр — село Солонешное.

## История
Статус и границы сельского поселения установлены Законом Алтайского края от 2 декабря 2003 года № 64-ЗС «Об установлении границ муниципальных образований и наделении их статусом сельского, городского поселения, городского округа, муниципального района»
В современных границах сельсовет существует с 1 января 2006 года, когда были объединены Солонешенский и Красноануйский сельсоветы.

## Население
| 1997  | 1998  | 1999  | 2000  | 2001  | 2002  | 2003  | 2004  | 2005  | 2006  |
| ----- | ----- | ----- | ----- | ----- | ----- | ----- | ----- | ----- | ----- |
| 4801  | ↘4623 | ↘4604 | ↗4718 | ↘4498 | ↘4242 | ↗4400 | ↘4360 | ↘4338 | ↗5678 |
| 2007  | 2008  | 2009  | 2010  | 2011  | 2012  | 2013  | 2014  | 2015  | 2016  |
| ↘5532 | ↘5423 | ↘5379 | ↘5203 | ↘5161 | ↘5017 | ↘4953 | ↘4834 | ↘4826 | ↘4819 |
| 2017  | 2018  | 2019  | 2020  | 2021  |       |       |       |       |       |
| ↗4828 | ↘4768 | ↘4724 | ↘4615 | ↘4086 |       |       |       |       |       |

По результатам Всероссийской переписи населения 2010 года, численность населения муниципального образования составила 5203 человека, в том числе 2458 мужчин и 2745 женщин.

## Состав сельского поселения
| № | Населённый пункт | Тип населённого пункта       | Население |
| - | ---------------- | ---------------------------- | --------- |
| 1 | Искра            | село                         | ↘156      |
| 2 | Медведевка       | село                         | ↘84       |
| 3 | Солонешное       | село, административный центр | ↘3626     |
| 4 | Тальменка        | село                         | ↘136      |
| 5 | Тележиха         | село                         | ↗226      |
| 6 | Черемшанка       | село                         | ↘106      |

### Упразднённые населённые пункты
10 ноября 2009 года был упразднён посёлок Чапаевский